# 한국과학기술원
한국과학기술원(韓國科學技術院, Korea Advanced Institute of Science and Technology; KAIST 카이스트[*])은 대한민국 과학기술정보통신부 산하 기타공공기관이다. 
1971년에 한국과학원(KAIS)이라는 이름의 대학원으로 서울 홍릉수목원 근처에 처음 설립되었다. 1981년 한국과학기술연구소(KIST)와 통합을 거쳐 한국과학기술원(KAIST)으로 설립되었고, 1989년 KIST와 분리하였으나 명칭은 한국과학기술원으로 유지하였다. 같은 해 7월 한국과학기술대학과 통합, 대덕 캠퍼스로 이전하였다. 1996년 부설 고등과학원을 설치하였고, 2009년 2월에는 한국과학영재학교가 KAIST 부설학교로 전환되었으며2009년 3월에 ICU가 KAIST에 통합되었다.
명칭이 과기원 또는 KAIST로 통일되어 있지 않았으나, 2008년에 대외 공식 명칭을 KAIST로 통일하였다. 제1조에 "산업발전에 필요한 과학기술분야에 관하여 깊이 있는 이론과 실제적인 응용력을 갖춘 고급과학기술인재를 양성하고 국가 정책적으로 수행하는 중·장기 연구개발과 국가과학기술 저력 배양을 위한 기초·응용연구를 하며, 다른 연구기관이나 산업계 등에 대한 연구지원을 하기 위하여 한국과학기술원을 설립함"으로 명기한 한국과학기술원법에 따라 법인으로 설립되어 최고 의사결정기구는 현재 KAIST 이사회이다. 법적으로 교육부 소관의 “대학교”가 아니며, “내부에 학위과정이 있는 정부출연연구기관”으로서 과학기술정보통신부 소관이다. 국립대학 회계재정법의 적용을 받지 아니한다.

## 연혁

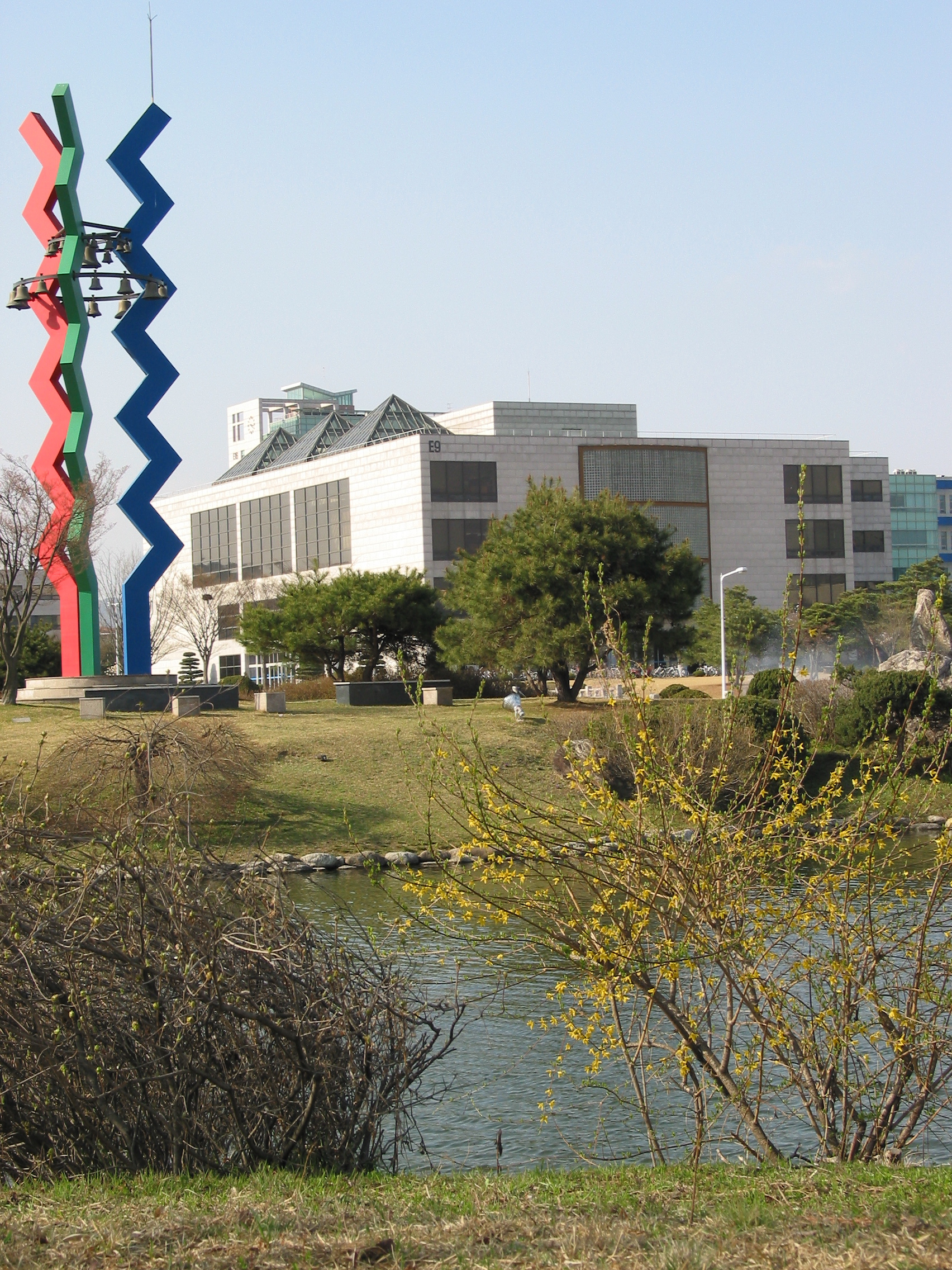
중앙관(과학도서관) 전경

- 1971년 2월 16일 한국과학원법에 의거하여 서울 홍릉수목원 근처에 한국과학원(Korea Advanced Institute of Science, KAIS)이 설립되다. 과학원은 석박사과정만을 개설하였다.
- 1973년 3월 제1회 석사과정 입학식을 열다. 6개 학과(기계공학, 산업공학, 수학 및 물리, 재료공학, 전기 및 전자공학, 화학 및 화학공학) 106명의 석사과정 학생을 선발하다.
- 1975년 9월 제1회 박사과정 입학식을 열다.
- 1978년 첫 박사학위자를 배출하다.
- 1980년 12월 31일 제5공화국에 의해 한국과학원법 및 한국과학기술연구소 육성법이 폐지되어 '한국과학기술원법'이 제정되다. 이에 따라 이듬해인 1981년 1월 15일에 한국과학원이 한국과학기술연구소(Korea Institute of Science and Technology, KIST)와 통합되어, 한국과학기술원(KAIST)이 설립되다.
- 1984년 12월 27일 대전시 대덕연구단지 내에 한국과학기술대학(Korea Institute of Technology, KIT)이 설립되다. 한국과학기술대학은 학사과정만을 개설하였다.
- 1986년 3월 28일 제1회 한국과학기술대학 학사과정 입학식을 열다.
- 1989년 6월 4일 제6공화국에 의해 한국과학기술원에서 한국과학기술연구원(KIST)이 분리되어 독립하다.
- 1989년 7월 4일 한국과학기술대학을 통합하며, 서울 홍릉수목원 근처에서 대덕연구단지 내의 대덕 캠퍼스로 이전하며 홍릉수목원 근처에는 서울 분원이 설치되다.
- 1990년 2월 17일 제1회 학사학위 수여식
- 1996년 10월 1일 서울 홍릉수목원 근처에 테크노경영대학원이 개설되다. 홍릉수목원 근처에 부설 고등과학원(KIAS)이 설립되다.
- 2003년 7월 12일 기관장의 명칭이 '원장'에서 '총장'으로 변경되다.
- 2004년 5월 4일 부설 나노종합팹센터가 설립되다.
- 2008년 1월 10일 대외 공식 명칭을 한국과학기술원에서 KAIST로 변경하다.[7]
- 2009년 2월 6일 기존 한국과학영재학교가 KAIST 부설 한국과학영재학교로 바뀌었다.
- 2009년 3월 1일 한국정보통신대학교와 통합되었다.
- 2014년, KAIST는 국내 대학 중 유일하게 세계경제포럼 산하 글로벌대학리더포럼의 회원으로 초청을 받았다.[8] GULF는 세계 최상위 26개 대학 대표들을 초청하여 고등교육의 미래에 대해 논의한다.
- 2015년 2월 13일 2015년 학위 수여식에서 1만 번 째 박사학위자를 배출하였다.

## 역대 총장
| 대수  | 이름           | 임기                              | 비고            |
| ----- | -------------- | --------------------------------- | --------------- |
| 제1대 | 이상수(李相洙) | 1971년 1월 27일 ~ 1972년 3월 10일 | 한국과학원 원장 |
| 제2대 | 박달조(朴達祚) | 1972년 3월 11일 ~ 1974년 5월 19일 | 한국과학원 원장 |
| 제3대 | 조순탁(趙淳卓) | 1974년 5월 20일 ~ 1980년 5월 25일 | 한국과학원 원장 |
| 제4대 | 조순탁(趙淳卓) | 1974년 5월 20일 ~ 1980년 5월 25일 | 한국과학원 원장 |
| 제5대 | 최형섭(崔亨燮) | 1980년 5월 26일 ~ 1980년 8월 25일 | 한국과학원 원장 |
| 제6대 | 이정오(李正五) | 1980년 8월 26일 ~ 1981년 1월 4일  | 한국과학원 원장 |

| 대수  | 이름           | 임기                              | 비고                  |
| ----- | -------------- | --------------------------------- | --------------------- |
| 제1대 | 최순달(崔順達) | 1985년 8월 1일 ~ 1987년 2월 1일   | 한국과학기술대학 학장 |
| 제2대 | 이정오(李正五) | 1987년 2월 2일 ~ 1988년 5월 2일   | 한국과학기술대학 학장 |
| 제3대 | 전학제(全學濟) | 1988년 5월 11일 ~ 1989년 8월 31일 | 한국과학기술대학 학장 |
| 제4대 | 조병하(趙炳夏) | 1989년 8월 1일 ~ 1990년 4월 24일  | 한국과학기술대학 학장 |

| 대수  | 이름           | 임기                               | 비고                    |
| ----- | -------------- | ---------------------------------- | ----------------------- |
| 제1대 | 양승택(梁承澤) | 1997년 7월 16일 ～ 2001년 3월 25일 | 한국정보통신대학교 총장 |
| 제2대 | 안병엽(安炳燁) | 2001년 4월 23일 ～ 2004년 2월 25일 | 한국정보통신대학교 총장 |
| 제3대 | 허운나(許雲那) | 2004년 7월 7일 ～ 2008년 1월 27일  | 한국정보통신대학교 총장 |

| 대수   | 이름           | 임기                              | 비고1                                                          | 비고2                              |
| ------ | -------------- | --------------------------------- | -------------------------------------------------------------- | ---------------------------------- |
| 제1대  | 이주천(李柱天) | 1981년 1월 5일 ~ 1982년 1월 8일   | 한국과학원과 한국과학기술연구원이 통합하여 한국과학기술원 탄생 | 한국과학기술원 원장 (= KAIST 총장) |
| 제2대  | 임관(林寬)     | 1982년 1월 9일 ~ 1984년 2월 22일  |                                                                | 한국과학기술원 원장 (= KAIST 총장) |
| 제3대  | 전학제(全學濟) | 1984년 2월 23일 ~ 1986년 1월 8일  |                                                                | 한국과학기술원 원장 (= KAIST 총장) |
| 제4대  | 이정오(李正五) | 1986년 2월 19일 ~ 1988년 5월 2일  |                                                                | 한국과학기술원 원장 (= KAIST 총장) |
| 제5대  | 전학제(全學濟) | 1988년 5월 11일 ~ 1989년 2월 22일 |                                                                | 한국과학기술원 원장 (= KAIST 총장) |
| 제6대  | 이상수(李相洙) | 1989년 2월 23일 ~ 1991년 2월 28일 | 1989년 7월 4일 한국과학기술대학 흡수                           | 한국과학기술원 원장 (= KAIST 총장) |
| 제7대  | 천성순(千性淳) | 1991년 3월 4일 ~ 1994년 3월 29일  |                                                                | 한국과학기술원 원장 (= KAIST 총장) |
| 제8대  | 심상철(沈相哲) | 1994년 4월 4일 ~ 1995년 5월 29일  |                                                                | 한국과학기술원 원장 (= KAIST 총장) |
| 제9대  | 윤덕용(尹德龍) | 1995년 6월 9일 ~ 1998년 6월 8일   |                                                                | 한국과학기술원 원장 (= KAIST 총장) |
| 제10대 | 최덕인(崔德隣) | 1998년 6월 9일 ~ 2001년 6월 8일   |                                                                | 한국과학기술원 원장 (= KAIST 총장) |
| 제11대 | 홍창선(洪昌善) | 2001년 6월 9일 ~ 2004년 5월 30일  |                                                                | 한국과학기술원 원장 (= KAIST 총장) |
| 제12대 | 로버트 러플린  | 2004년 7월 14일 ~ 2006년 7월 13일 |                                                                | 한국과학기술원 원장 (= KAIST 총장) |
| 제13대 | 서남표(徐南杓) | 2006년 7월 14일 ~ 2013년 2월 22일 | 2009년 3월 1일 한국정보통신대학교 흡수                         | 한국과학기술원 원장 (= KAIST 총장) |
| 제14대 | 서남표(徐南杓) | 2006년 7월 14일 ~ 2013년 2월 22일 | 2009년 3월 1일 한국정보통신대학교 흡수                         | 한국과학기술원 원장 (= KAIST 총장) |
| 제15대 | 강성모(姜城模) | 2013년 2월 23일 ~ 2017년 2월 22일 |                                                                | 한국과학기술원 원장 (= KAIST 총장) |
| 제16대 | 신성철(申成澈) | 2017년 2월 23일 ~ 2021년 2월 22일 |                                                                | 한국과학기술원 원장 (= KAIST 총장) |
| 제17대 | 이광형         | 2021년 2월 23일 ~                 |                                                                | 한국과학기술원 원장 (= KAIST 총장) |

## 특징
- 대한민국 최초의 대학원 숫자가 학부생보다 많은 대학원중심의 대학이다.[출처 필요]
- 2010년 기준, 재학생의 79.5%는 기숙사 생활을 한다.[출처 필요]
- 학부과정 학생의 출신 고등학교 비율은 과학고(한국과학영재학교 포함):일반고(자사고, 외국어고, 외국 고등학교 포함) = 6:4 정도로 구성되어 있다.[출처 필요]
- KAIST 학부생의 대학원 진학율은 2010년 기준 67.5% 이다[9]

### 입시
- 학사과정은 1992년부터, 석사과정(전산학부 제외)은 1991년부터, 박사과정은 1994년부터 필기시험이 없는 무시험전형을 도입하였으며, 현재는 100% 무시험 전형으로 학생을 선발한다.
- 전산학부의 경우에는 2015년부터 석, 박사 입학 시 프로그램 코딩 시험을 실시한다.
- 고등학교 3년을 마치지 않더라도, 과학영재선발위원회에 한국과학기술원 학사과정 입학지원자격인정 신청을 하여 심사에 합격하면 2학년임에도 지원할 수 있다.
- 2010학년도 입시부터 국내 대학 최초로 총 입학정원 980명 중 입학사정관제에 의하여 일반 고교 출신을 150명을 선발한다.[10]

### 학사과정
- KAIST는 한국과학기술원법에 따라 교육과학기술부와 독립적으로 운영된다.
- 전공을 선택하지 않은 무학과 상태로 입학해, 1년차 2학기 말에 본인 희망에 따라 학과를 결정한다.
- 무학년제로, 학년 구분을 따로 하지 않는다.
- 조기졸업제도가 있어, 일정 학점 이상 이수할 경우 빨리 졸업할 수 있다.
- 2007년 입학생부터 전과목을 영어로 듣도록 의무화하고 있다.
- 2011년 교양과목에서는 영어교육 의무화를 폐지하였다.

### 석박사 과정
- 석박사통합과정이 시행되어 박사학위까지 기간이 단축되었다.
- 박사 학위를 받기 위해서는 논문을 해외 학술지에 실어야 한다는 조건이 있다.
- 박사과정으로 국비장학생 또는 KAIST 장학생으로 입학하는 남자의 경우 별도의 시험이 없이 전문연구요원으로 편입되어 박사과정을 하면서 병역해결이 가능하다.

### 등록금
- KAIST는 전 학부생에게 전액 장학금을 지급하는 파격적인 장학 혜택제공으로 수업료 부담이 없는 학교로 유명하다. 신입생은 성적에 상관없이 1년간은 수업료와 기성회비 전액을 장학금으로 지급받는다. 2015년 기준 학사과정의 경우 직전학기 평점 2.7 이상은 수업료 및 기성회비가 면제되는 전액 장학금을 받고, 2.0~2.7은 수업료는 면제이나 기성회비를 납부하며, 2.0 미만은 수업료와 기성회비를 납부한다. 2013학년도 학기당 수업료는 1,708,000원이고 기성회비는 1,656,000원이다.[11] 학사과정 학생의 연차초과수업료는 9학기부터 부과된다.
- 서남표 총장 재임 시절인 2007년부터는 종전학기 평점이 3.3 이하인 학생에 한해 등록금의 일부를 지불하도록 하는 장학제도가 운영되어, 평점이 2.0이하일 경우에는 등록금 전액(당시 기준 수업료 630만 원 + 기성회비 157.5만 원)을 납부하여야 한다. 2009년부터는 종전학기 평점이 3.0 ~ 3.3인 학생에 한해 수업료는 면제되지만 기성회비는 납부하여야 한다. 이러한 제도는 없어졌다.
- 종전 학점당 2만 원이었던 계절학기 수업료를 400% 인상한 10만 원을 2008년에 징수하고 2009년, 2010년에는 20만 원, 30만 원으로 인상하겠다는 인상안이 발표되었다.[12]

- KAIST가 설립되던 무렵에 김종필 공화당 총재는 장학 재단을 설립한다.[13] 김종필 총재는 교사가 되어 영국의 이튼스쿨과 같은 학교를 설립하고픈 꿈이 있었다.[14]

### 연차초과 제한
- 학부생이 9학기 이상 등록할 경우 일정한 수업료를 부과하며, 학자금 지급이 중단되고 기숙사 배정에 있어 불이익을 받는다.
- 대학원생(박사)의 경우는 4년 이상 학위를 취득하지 못하면 정부로부터 수업료 형태로 지원 받는 장학금이 연차 초과 연수에 따라 단계적으로 중단된다.

### 온라인 강좌
- 온라인 공개 강좌 서비스인 ‘KOOC’가 있다.

## 위상
- 국제대학평가

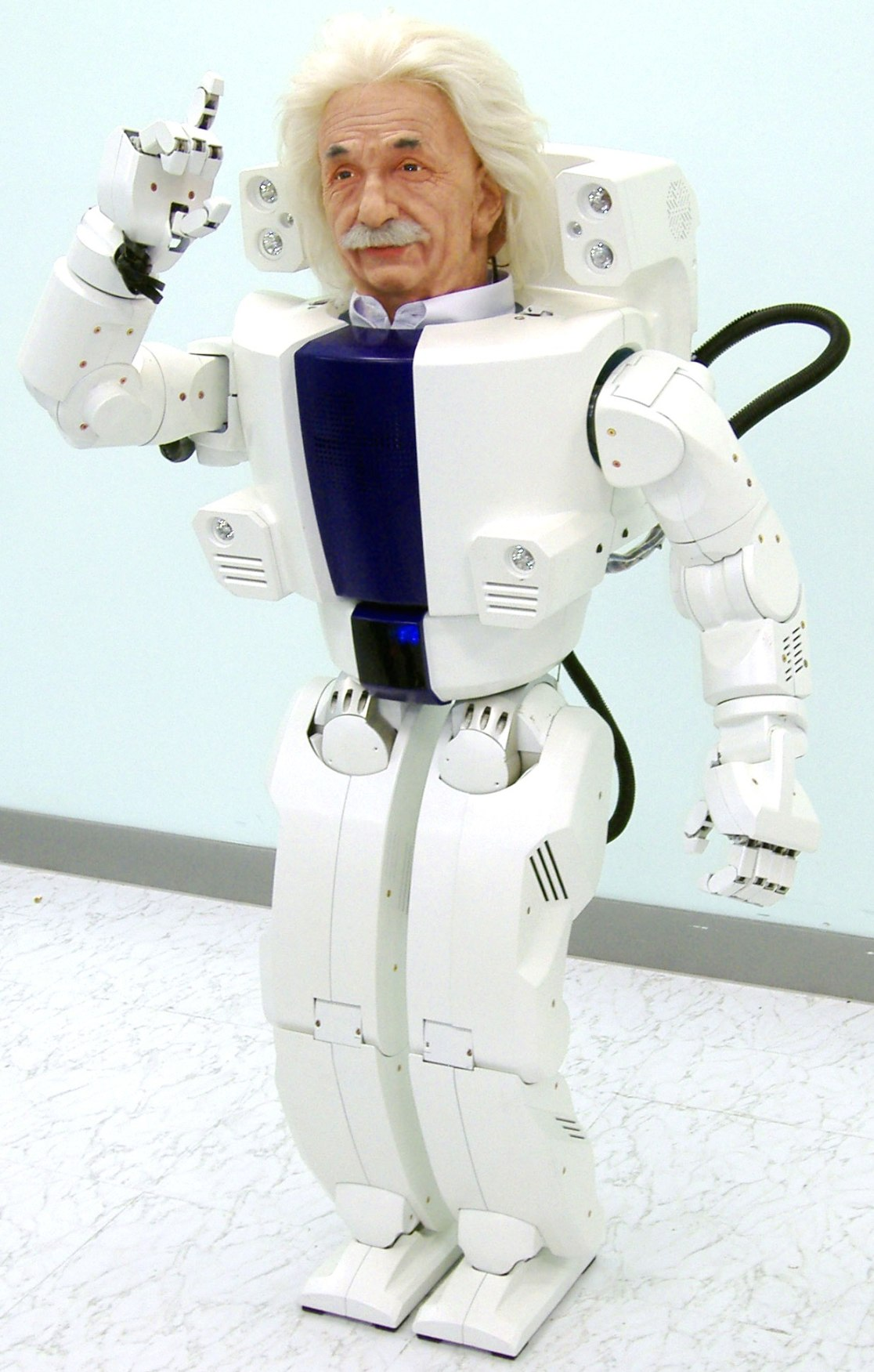
이족 보행 로봇 알버트 휴보

  - 2016년-2017년영국 로이터 세계혁신대학평가 종합순위 6위
  - 2014년-2015년영국 더 타임스 세계대학평가 종합순위 52위
  - 2014-2015년 QS 세계대학평가 종합순위 51위, 아시아 2위
  - 2013년 QS 세계대학평가 종합순위 60위, 기계항공공학분야 19위
  - 2012년 QS 세계대학평가 종합순위 63위
  - 2009년영국 더 타임스 세계대학평가 종합순위 세계 69위
  - 2009년 미국 비즈니스 잡지 《비즈니스위크》의 World's Best Design Schools에 KAIST 산업디자인학과 선정[15]
- 국내대학평가
  - 2012년 중앙일보 전국대학 평가 보관됨 2016-03-04 - 웨이백 머신 1위 (5년 연속 1위)
  - 2009년 조선일보 전국대학 평가 1위

- 주요업적
  - 2013년 나로과학위성 발사
  - 2004년 이족(二足) 보행 로봇 휴보 개발
  - 1992년 대한민국의 첫 과학위성인 우리별 1호 개발

## 개설학과

### 자연과학대학
- 물리학과
- 수리과학과
- 화학과
- 나노과학기술대학원

### 생명과학기술대학
- 생명과학과
- 의과학대학원
- 뇌인지과학과

### 공과대학
- 기계항공공학부
  - 기계공학과
    - 해양시스템대학원

  - 항공우주공학과
    - 우주탐사공학학제전공
- 전기및전자공학부
  - 로봇공학학제전공
  - 미래자동차학제전공
  - 반도체학제전공
  - 정보통신공학학제전공
  - 정보통신프로그램
  - 반도체시스템공학과
- 전산학부
  - 소프트웨어대학원프로그램
  - 정보보호대학원
- 건설및환경공학과
  - 환경에너지공학학제전공
  - 스마트시티프로그램
  - 도로·교통프로그램
- 바이오및뇌공학과
  - 뇌인지공학프로그램
- 산업디자인학과
- 산업및시스템공학과
  - 데이터사이언스대학원
- 생명화학공학과
  - 고분자학학제전공
- 신소재공학과
- 원자력및양자공학과
  - 국제원자력및방사선안전석사프로그램
- 정보통신공학과
  - 디지털미디어프로그램
- 조천식모빌리티대학원 보관됨 2020-06-07 - 웨이백 머신
- 김재철AI대학원[16]

### 인문사회융합과학대학
- 디지털인문사회과학부
- 문화기술대학원: 과학기술, 인문사회, 경영, 문화 예술이 한 울타리 안에서 서로 시너지 효과를 창출하며 디지털 미디어와 문화 산업의 성공적인 결합을 추구하는 새로운 학문 분야를 만들기 위해 설립되었다.[17]
- 문술미래전략대학원
  - 지식재산대학원프로그램
  - 과학저널리즘대학원프로그램
  - 미래전략대학원프로그램
- 과학기술정책대학원

### 경영대학
KAIST 경영대학은 1995년 국내 최초로 전일제 MBA 과정을 개설해 국내 최초∙최대의 MBA로 인정받고 있다. 서울 홍릉에 위치한 KAIST 경영대학은 세계 최고 수준의 인프라를 바탕으로 국내 경영교육을 선도하고 기술과 경영의 융합형 인재 양성에 앞장서는 MBA 대표 브랜드로 자리매김했다. 국내 최고의 이공계 연구대학인 KAIST의 특성을 살려 경영학에서도 실무 활용도가 높은 분석적이고 문제해결적 접근 방법론을 중시하는 학풍이 특징으로 기술경영, 금융, IT, 사회적 기업, 녹색성장, 기업가 정신 등 21세기 전략분야에 특화된 전문경영인을 배출한다. KAIST 경영대학은 AACSB(미국), GMAC(미국), EQUIS(유럽) 등 경영학 분야에서 세계적 권위를 가진 3개 기관으로부터 공인 받았으며, 2013년 11월 국내 MBA 최초로 세계 경영교육 연합인 PIM(Partnership in International Management) 회원 학교로 가입하며 글로벌 명문 경영대학으로서 입지를 확고히 했다. 또 KAIST MBA는 2011년 영국 파이낸셜타임스(FT)‘글로벌 100대 MBA'에 진입한 국내 첫 풀타임 MBA로도 주목 받았으며, 2012년 이후 4년 연속 FT의 ‘경영자과정(Executive Education) 경영대학원 순위’ 아시아 1위(2015년 세계 20위)를 기록 중이다.
- 경영공학부

경영공학부 석‧박사과정은 KAIST의 핵심목표인 학문적 탁월성을 추구하는 MS, Ph. D 과정으로 경영경제, 금융, 녹색경영, 마케팅, 생산전략 및 경영과학, 조직 및 전략, 회계, IT경영, 8개 연구분야로 나누어 집중연구를 하고 있으며, 졸업 후 계량 분석 능력을 기본으로 각 전공분야의 전문지식을 갖춘 전문가로서 졸업 후 연구소, 정부기관 및 민간 기업으로 진출하고 있으며, 박사과정 졸업생의 44%가 국내외 유수대학의 교수로 임용되고 있다.
- 테크노경영전문대학원

KAIST 테크노경영전문대학원은 기술과 경영의 결합을 통한 경영교육을 통해 미래의 최고경영자로 성장할 글로벌 핵심인재를 양성하고, 영향력 있는 경영연구를 통해 경영이론 발전과 실제현장 적용을 추구하고 있으며, 전통적인 경영분야들과 새롭게 부상하는 경영이슈들을 모두 균형감 있게 다루면서 경영이론에 기술관점과 계량기법들을 접목한 교과과정을 운영하고 있으며, 다양한 국제화 프로그램과 최적의 교육환경을 제공하고 있다.
테크노경영대학원에는 국내 최초 2년 전일제 MBA과정인 테크노MBA와 1년 전일제 Fast MBA 과정인 IMBA, 직장과 학업을 병행하면서 경력을 업그레이드할 수 있는 파트타임 과정인 프로페셔널MBA, 중견관리자 및 임원, CEO를 대상으로 한 기업 경쟁력 향상의 차별화된 대안인 22개월 주말과정 EMBA, 혁신적 사회적기업가 육성을 위한 사회적기업가MBA 과정이 있다.
- 금융전문대학원

KAIST 금융전문대학원은 금융 분야에 특화된 커리큘럼을 운영하며, 1996년 국내 최초의 금융MBA를 개설한 뒤, 2006년 정부 공인 유일의 금융전문대학원으로 확대.발전하였다. 금융전문대학원은 기업금융, 자산운용에 특화된 국제경쟁력을 갖춘 인재양성을 위한 금융MBA와 연구능력을 갖춘 금융애널리틱스, 계량적 자산운용, 파생 및 리스크관리 전문인력 양성을 목적으로 하는 금융공학 석사과정을 운영 중이다.
- 정보미디어경영전문대학원 보관됨 2020-09-27 - 웨이백 머신

KAIST 정보미디어경영전문대학원은 IT/미디어/비즈니스 애널리틱스 분야에 특화된 전문인력 양성을 목적으로 하는 대학원으로, 1년 전일제 MBA인 정보미디어MBA와 학업과 직장생활을 병행하는 파트타임 IT경영분야 특화 과정인 정보경영석사과정을 운영 중이다.
- 녹색성장경영전문대학원

KAIST 녹색성장경영전문대학원은 녹색/환경/에너지 분야 탐구를 통해 경제성장을 실현할 국제수준의 고급인재를 양성하기 위해 2013년도부터 설립되었다.
이러한 점을 인정받아 2015년 캐나다 경제 주간지 Corporate Knights 보관됨 2019-06-10 - 웨이백 머신 에 의해 '더 나은 세상을 위한 MBA' 세계 4위에 선정되었다.
교육 프로그램으로는 녹색성장 관련 정책을 객관적으로 분석하고 대안을 제시할 공공 및 민간 전문가 양성을 목적으로 하는 녹색경영정책 석사과정 외 복수전공 등을 운영하고 있다.
- 기술경영학부 (대전에 위치하고 있음)
  - 기술경영전문대학원: 다학제적이고, 실무중심의 교육과 연구를 통해 기업가 정신과 전문성을 갖춘 혁신적인 리더를 양성하기 위해 설립되었으며, 이노베이션과 리더십 중심의 교육을 지향하고 있다. (대전에 위치하고 있음)
  - 글로벌IT기술대학원프로그램
  - 기술경영학부(IT경영학)
  - 바이오혁신경영전문대학원
  - K-School

## 행사

### 석림태울제
KAIST 석림태울제는 KAIST의 축제로 매년 봄학기 본원에서 3일간 개최된다. 학부총학생회 산하 축제준비위원회 상상효과에서 기획 및 집행을 담당하며, 각종 먹거리 부스와 체험 부스가 개설되고 동아리 공연 및 태울가요제 등의 무대 행사가 열린다. 벚꽃축제로도 불리며, 학생들이 잔디밭에서 딸기를 먹는다. 딸기 공동구매도 매년 이루어지고 있고, 2019년 벚꽃축제 기간 근처에 치과의사 주현성 동문의 신입생 동문특강이 진행된 적도 있다. 벚꽃축제기간에는 방문행사도 많고, 벚꽃의 아름다움이 널리 알려져 외부인의 출입도 많으나, 너무 심한 출입은 자제되고 있다.

## 시설

### 캠퍼스
캠퍼스는 자연과학대학, 공과대학 등이 있는 본원(대전광역시), 한국정보통신대학교가 있던 문지캠퍼스, 경영대학 등이 있는 분원(서울특별시 홍릉), 그리고 도곡캠퍼스(서울특별시 도곡동)으로 나뉘어 있다. 본원은 대전광역시 유성구 대학로 291번(구성동 373-1번지)에 있고 문지캠퍼스는 대전광역시 유성구 문지로 119번지, 분원은 서울특별시 동대문구 회기로 87번(청량리동 207-43번지), 도곡캠퍼스는 서울특별시 강남구 논현로28길 25에 있다.

### 도서관
본원, 문지캠퍼스, 분원에 각각 도서관이 있으며, 본원에는 자습과 세미나용으로만 이용하는 교양분관과 도서 위주의 학술문화관(도서관), 학술문화 행사 개최 및 창작, 협업, 휴식 등 다양한 활동이 이루어지는 학술문화관(문화관), 수학 서적 위주의 수리과학도서관이 있다. 면적이 6,838m2인 교양분관에는 4인용 공부방 8개, 15인용 공부방 4개와 1046개의 좌석이 있는 열람실이 있다. 10,322m2인 중앙관에는 개인열람실 16개, 6인용 공부방 2개와 347개 좌석의 열람실이 있다. 중앙관은 2008년 7월을 기준으로 단행본 202,699권, 학위논문 26,824권, 연구보고서 33,018권, 연속간행물 12,605종, e-book 16,250권 등을 보유하고 있다. 문지캠퍼스에는 문지도서관이 있다.

### 생활관
한국과학기술원 본원 북측 지역에 남자 생활관인 사랑관, 소망관, 성실관, 진리관, 신례관, 지혜관과 여자 생활관인 아름관이 있다. 동측 지역에 세종관이 있고, 서측 지역에 갈릴레이관, 나눔관, 원내아파트, 다솜관, 희망관, 미르관, 나래관, 나들관, 여울관이 있다. 본원 인근 궁동에 궁동아파트가 있다. 한국정보통신대학교와 통합하면서 한국정보통신대학교의 생활관이었던 문지캠퍼스 내 문지기숙사와 화암동 화암네거리 인근 화암기숙사를 운영하고 있다. 또한, 엑스포과학공원 안에 위치한 대전외국인유학생기숙사 누리관을 사용하고 있다.

### 정문술 빌딩
정문술 빌딩은 전 미래산업 이사장이자 전 KAIST 이사장 정문술이 기부한 300억원과 정부 지원금 200억원을 재원으로 2003년에 완공되었다. 지하 1층, 지상 11층 규모이며, 주위에는 KAIST 스포츠 컴플렉스, 창의학습관, 본관, 대강당, 인문사회과학동 등이 있다. 1층에는 학과 사무실, 수퍼컴퓨터실, 그리고 예식장 및 여러 종류의 행사장으로 쓰이는 드림홀 이 있다. 2층에는 학과 수업과 세미나를 위한 강의실이 3개가 있고, 소그룹 스터디를 할 수 있는 세미나실이 하나 있다. 이 두 층을 제외한 모든 층엔 바이오 및 뇌공학과의 연구실이 들어서 있다.

인문사회과학동에서 바라본 정문술 빌딩

## 관련 서적 및 방송 프로그램
- 서적
  - 과학원 아이들: 한국과학기술원 석사 출신인 이영섭이 한국과학기술원의 학생들의 일상을 소재로 쓰고 김영사가 출판한 소설.
  - 놀며 공부하기 - KAIST 괴짜들의 행진: 한국과학기술원 재학생 및 졸업생 16명이 쓴 대학생활 수기 모음집. 1995년에 출판되었다.
  -  집사부 일체- 집사부 일체에서 산업디자인 교수님이 나와

카이스트에서 촬영도 하고 발명품들도 만들고, 카이스트의 여러 기관들을 설명했다.
- - 카이스트 MBA, 열정: 한국과학기술원 MBA 졸업생인 서영훈, 강승욱, 김지수씨가 쓴 경험담. 2007년에 출판되었다.
  - 카이스트 학생들이 꼽은 최고의 SF 과학 하는 틈틈이 즐기는 상상력 파라다이스: 2017년 출판되었다.
  - 2031 카이스트 미래보고서: 미래에 어떻게 대응할 것인가? 새로운 길은 어디에서 열리는가? 2018년 출판되었다.
- 드라마
  - 카이스트: SBS에서 1999년부터 2000년까지 방영한 드라마.
- 방송 프로그램
  - 서인영의 카이스트: Mnet에서 2008년에 방송한 프로그램.

## 사진

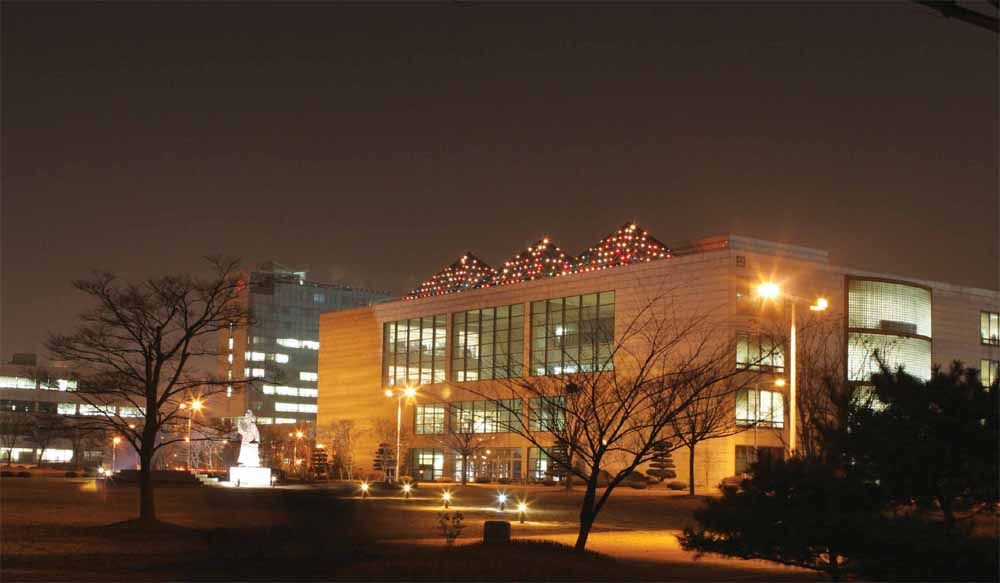
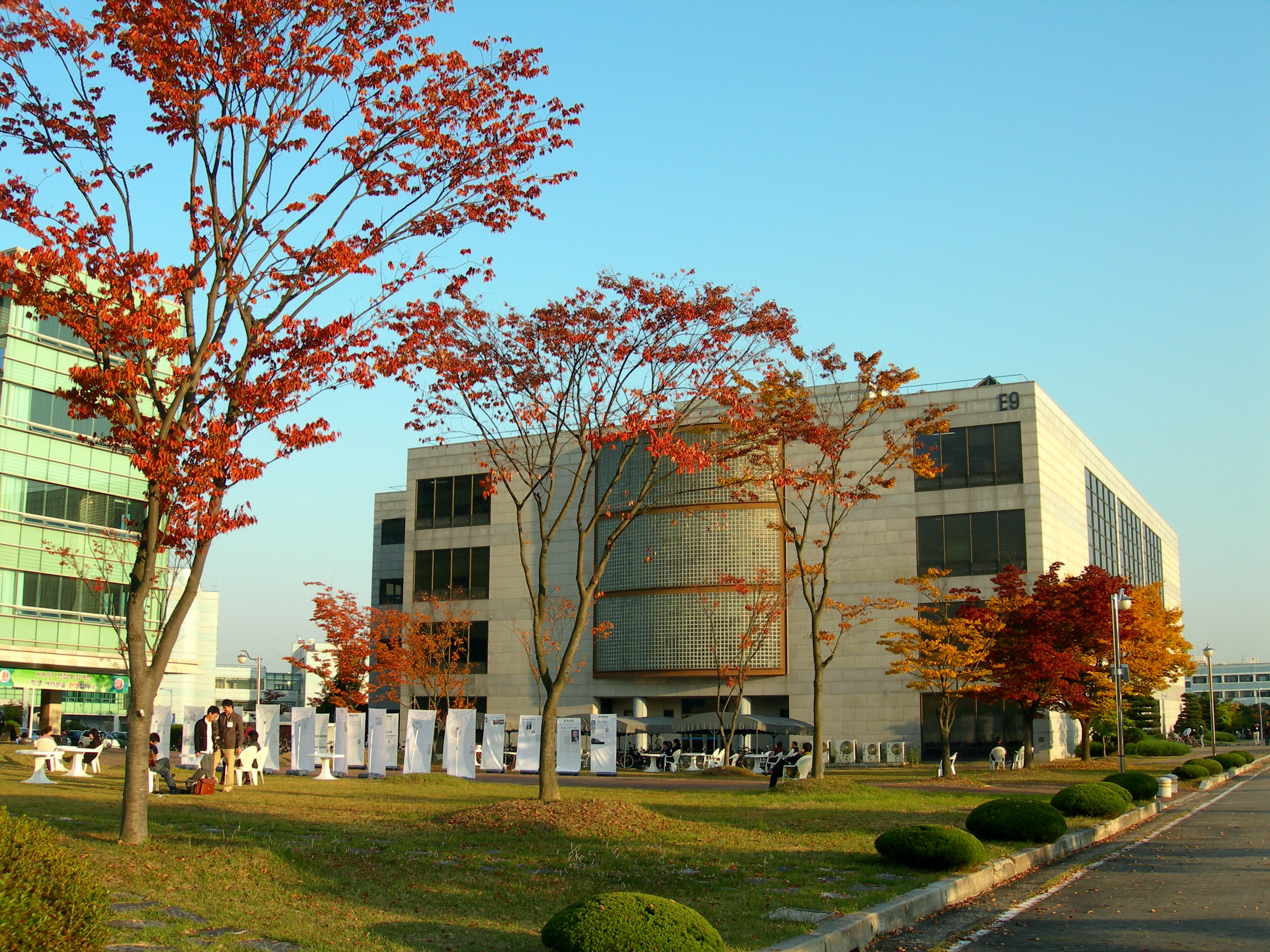
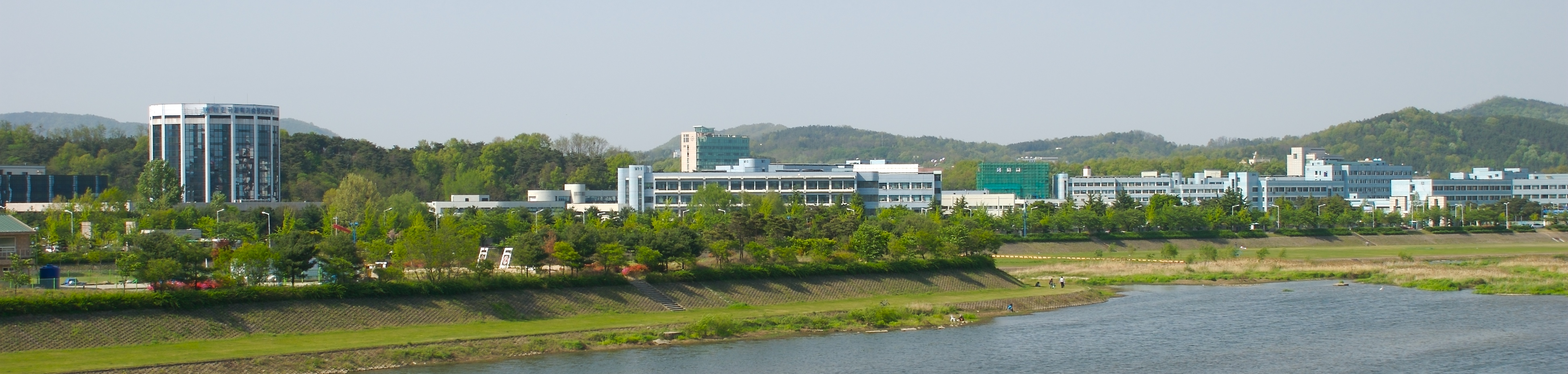

## 부설 기관
- 고등과학원
- 나노종합기술원
- 한국과학영재학교

## 산하 조직
- 한국과학기술원 - 공식 웹사이트
- KAIST 어학센터
- 과학영재교육연구원
- KAIST 연구원[깨진 링크(과거 내용 찾기)]
- KAIST 영재교육센터
- KAIST 클리닉
- KAIST 치과
- KAIST IT 아카데미

## 같이 보기
- 한국과학기술연구원
- KAIST 이사회
- UNIST
- GIST
- DGIST
- UST
- HKUST
- JAIST